# Rokin
Rokin er em større vej i Amsterdam, Holland. Oprindeligt var vejen en del af floden Amstel og den var kendt som Rak-in (rak er et gammelt hollandsk ord for et lige stykke vand). Da kajerne langs Rokin blev bygget i 1913 blev de opkaldt efter vandet som de lå langs.
Rokin begynder ved Muntplein-pladsen og ender ved Dam-pladsen. I 1936 blev stykket mellem Spui-pladsen og Dam-pladsen fyldt op. På det resterende stykke vand blev der lagt husbåde.
52°22′08″N 04°53′32″Ø / 52.36889°N 4.89222°Ø